# Muhamet Hamiti
Muhamet Hamiti, född den 12 februari 1964 i Podujeva i Kosovo i Jugoslavien, är en kosovoalbansk diplomat.
Han studerade engelska språket och engelsk litteratur vid Pristinas universitet och blev lärare vid samma universitet. Han var huvudansvarig i den engelskspråkiga avledningen för Kosovos informationscenter QIK (på albanska Qendra për Informim e Kosovës).
Muhamet Hamiti samarbetade nära Ibrahim Rugova och var vid dennes bortgång 2006 politisk rådgivare åt hans efterträdare Fatmir Sejdiu. Han var en av delegaterna i förhandlingarna om Kosovos statusfråga 2005-2007. Han blev 2008 Kosovos ambassadör i Storbritannien.